# Roman Majnarić
Roman Majnarić (Ravna Gora, 7. kolovoza 1889. – Varaždin, 1. siječnja 1973.) - hrvatski veterinarski stručnjak
Rođen je 7. kolovoza 1889. godine u Ravnoj Gori u Gorskom kotaru od oca Nikole i majke Marije, rođ. Prettner. Otac mu bijaše načelnik mjesta, a majka učiteljica, koja nakon smrti muža ostaje sama i svu djecu uspijeva školovati. Tako i srednji sin Roman završava donjogradsku zagrebačku gimnaziju, maturira 1908. te odlazi na studij veterine u Budimpeštu, gdje početkom 1913. dobiva i diplomu. Stariji brat Nikola postaje u međuvremenu profesor gimnazije u Zagrebu, a zatim i sveučilišni profesor klasičnih jezika, dok mu mlađi brat Marijan postaje vremenom ugledni šumarski savjetnik, prvo u rodnome Gorskom kotaru, a kasnije u Zagrebu. Nakon Budimpešte, mladi se veterinar Roman uspijeva zaposliti na bečkome sveučilištu, gdje godinu dana radi zajedno s kasnije znamenitim stručnjakom Manningerom na post-diplomskom studiju bakteriologije, kao asistent fakulteta.
Od 1914. do 1918. sudjelovao je u I. svjetskom ratu na bojištima na Soči i u Galiciji. Doživio je ranjavanje, odlikovanja, direktan susret s carem Karlom, kojem u lice iskreno opisuje žalosno stanje i pesimizam, što ga gotovo košta života pred vojnim sudom. 
Nakon završetka rata dolazi u Varaždin, gdje mu je četiri godine čuvao mjesto veterinara tadašnji znameniti gradski načelnik dr. Pero Magdić (također iz Gorskog kotara) no, prije nastupa službe, pridružuje se kao vrsni konjanik i rodoljub, legendarnome pukovniku Dragutinu Perku, te s njegovim četama na konjima pomaže osloboditi Međimurje od ostataka mađarona i vojske na strani Mađarske. U novoj Kraljevini SHS radi kao veterinarski savjetnik kod gradskog poglavarstva u Varaždinu. 
Dana 25. ožujka 1923. oženio se s Gretom Samidom iz Mozirja u Sloveniji. 1926. godine preselio se u Varaždin i kupio kuću na Trgu bana Jelačića od gospođe Flore Bliss.  Veći dio života proveo je u Varaždinu kao viši veterinarski savjetnik Poglavarstva. Imao je dva sina: Juricu i Nikolu. Bio je član Kraljevske uniformirane i naoružane građanske čete u Varaždinu godine 1933.
Između dva rata vrlo aktivno se bavi unapređivanjem i modernizacijom veterinarske službe u gradu i okolici, pa mu se kao posebna zasluga može pripisati izvanredno pedantno vođen nadzor nad klaonicom, koju je modernizirao (mehanizacija, elektrifikacija, aparatura za stvaranje pare, dispozicija otpadaka i dr.) kao i osobiti nadzor nad rukovanjem, transportom, uskladištavanjem, obradom te prodajom mesa i mesnih prerađevina, nad izradom i kvalitetom kobasičarskih proizvoda, adekvatnim rashladnim uređajima. Kao jedan od prvih u državi, nabavlja tada od firme „Reichert“ trihinoskop, pomoću kojeg vrši svakodnevno ispitivanje uzoraka svinjskoga mesa, pa godinama nema ni jednog slučaja trihineloze u gradu! Tim su se aparatom služili mnogobrojni studenti veterine, koji su niz godina dolazili prije Drugoga svjetskog rata na ljetnu praksu u Varaždin. U međuvremenu, 1933. godine Roman Majnarić se vraća bakteriologiji, pa sustavnim i dužim studijem ostvaruje i doktorat veterine, što mu uspijeva obranom dizertacije: „Prilog upoznavanju uzročnika furunukuloze kod riba“, 1933. u Zagrebu.
Kao gradski veterinarski savjetnik aktivno se bavi i problemima preventive zaraznih bolesti stoke, što mu dobro uspijeva, zahvaljujući unaprijed solidno planiranim i izvedenim masovnim cijepljenjima protiv oboljenja svinja, ali i sustavno provođenim maleinizacijama, kasnije i cijepljenjima peradi. Tome se pridružuje dosta veliko angažiranje oko organizacije i stručno provođenih tjednih, mjesečnih i godišnjih sajmova stoke u Varaždinu. Dr. Majnarić bio je jedan od pionira umjetne inseminacije, osobito nakon završetka rata, kada je premješten iz grada Varaždina na rad u veterinarsku stanicu Jalžabet, a nakon nekoliko godina u Čakovec. To je doba intenzivnog bavljenja sa svakodnevnom praksom i masovnim akcijama cijepljenja, preventive i naravno inseminacije na punktovima. Uz sve to rado se bavio objavljivanjem zanimljivosti iz prakse. Posebno su ga zanimale teratološke i atavističke deformacije kod mladunčadi različitih vrsta životinja. O tome je davao svoje kraće izvještaje, uz slike, u aktualnoj veterinarskoj periodici.
1953. godine na jesen odlazi u mirovinu, a dvadeset godina kasnije umire na Novu godinu 1973. u svojem Varaždinu.